# Blekinge
Le Blekinge (/ˈblêːkɪŋɛ/) est une province historique (landskap) du Sud de la Suède. Il est baigné par la mer Baltique au sud et à l'est. Les provinces historiques limitrophes du Blekinge sont le Småland au nord et la Scanie à l'ouest.

### Liens externes

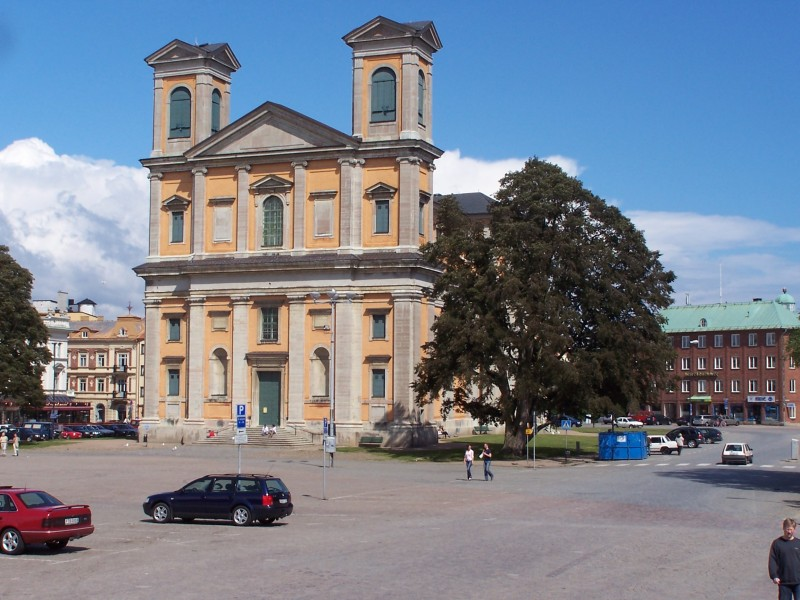
Fredrikskyrkan à Karlskrona, à la place du marché

## Villes de Blekinge
- Karlshamn
- Karlskrona
- Ronneby
- Sölvesborg

## Autres villages
- Bräkne-Hoby
- Eringsboda
- Holmsjö
- Kristianopel
- Olofström